# Формула 1 — сезона 1996
47. сезона Формуле 1 је одржана 1996. године од 10. марта до 13. октобра. Вожено је 16 трка. Дејмон Хил је напокон освојио наслов првака пошто је у претходне две сезоне губио наслов од Шумахера. Он је једини син светског првака који је освојио наслов. Жак Вилнев је у својој дебитантској сезони завршио други. Њихов тим Вилијамс-Рено је убедљиво освојио конструкторску титулу са преко 100 бодова испред другопласираног Ферарија.